# Jena Powell
Jena Powell (Arcanum, Ohio, 25 de diciembre de 1993) es una política estadounidense. Afiliada al Partido Republicano, desde 2019 se desempeña como miembro de la Cámara de Representantes de Ohio.

## Primeros años y educación
Powell pertenece a una familia de granjeros del sur del condado de Darke. Recibió una licenciatura en Negocios de la Universidad Liberty y trabajó en la empresa de vallas publicitarias fundada por su hermano.

## Carrera política
Powell dijo que estaba motivada para postularse para un cargo estatal debido a la frustración con las regulaciones de zonificación relacionadas con la colocación de vallas publicitarias. Powell obtuvo el 75,51% de los votos en las elecciones generales de 2018, lo que la convirtió en la representante estatal más joven. Posteriormente, apareció en la lista Forbes 30 under 30 de 2019 en la categoría de leyes y políticas.

## Posiciones ideológicas

### Aborto
Powell es provida. En 2019, Powell copatrocinó la HB 413, una legislación que prohibiría el aborto en Ohio y criminalizaría el asesinato por aborto.

### Comunidad transexual
En febrero de 2020, Powell propuso el proyecto de ley 61, Save Women's Sports Act, que prohíbe a las personas transgénero competir en deportes femeninos.

### Pandemia de COVID-19
Powell no estuvo de acuerdo con el mandato de máscara facial impulsada por el gobernador Mike DeWine, manifestando: «No. Es nuestra libertad y nos la están arrebatando a través de la fuerza ejecutiva». Powell respondió positivamente al Departamento de Policía de Union City anunciando que no harían cumplir las órdenes del gobernador.

## Resultados electorales

### Cámara de Representantes de Ohio
|  | 75.51 % |

|  | 75.98 % |

|  | 98.46 % |